# Liste der Baudenkmäler in Wolferstadt
Auf dieser Seite sind die Baudenkmäler in der schwäbischen Gemeinde Wolferstadt zusammengestellt. Diese Tabelle ist eine Teilliste der Liste der Baudenkmäler in Bayern. Grundlage ist die Bayerische Denkmalliste, die auf Basis des Bayerischen Denkmalschutzgesetzes vom 1. Oktober 1973 erstmals erstellt wurde und seither durch das Bayerische Landesamt für Denkmalpflege geführt wird. Die folgenden Angaben ersetzen nicht die rechtsverbindliche Auskunft der Denkmalschutzbehörde.

## Baudenkmäler nach Gemeindeteilen

### Wolferstadt
| Lage                          | Objekt                                                             | Beschreibung | Akten-Nr.     | Bild                                                               |
| ----------------------------- | ------------------------------------------------------------------ | --- | ------------- | ------------------------------------------------------------------ |
| Am Kirchberg 22 (Standort)    | Katholische Pfarrkirche St. Martin                                 | Saalbau mit eingezogenem Chor mit erneut eingezogenem halbrunden Schluss, ädikulagerahmten Portalen, Turm mit Ecklisenen, Gurtgesimsen, Oktogon mit Eckpilastern und Zwiebelhaube im südlichen Chorwinkel, östlich anschließendem Sakristeianbau sowie mit Vorzeichen im Westen, Turmunterbau gotisch, wohl 15. Jahrhundert, 1740 f. Neubau der Kirche durch Johann Funder nach Plänen von Domenico Barberini, Sakristeianbau 20. Jahrhundert; mit Ausstattung. Die Fresken Martin erweckt einen Toten zum Leben, Mantelteilung, Tod des Martin sowie die Kirchenväter sind von dem Kirchenmaler Josef Wittmann, Maler des Neubarock aus 1910. Die Seitenaltarbilder links: Geburt Christi (Anbetung der Hirten) und rechts: Vermählung Mariä aus 1912 sind ebenfalls von Josef Wittmann. Friedhofsmauer, mit vermauerter gotischer Spolie, südlicher und nördlicher Teil 17./18. Jahrhundert, im Westen mit der Friedhofserweiterung erneuert | D-7-79-231-3  | weitere Bilder                                                     |
| Am Kirchberg 23 (Standort)    | Ehemalige Schule                                                   | Zweigeschossiger Walmdachbau, Mitte 19. Jahrhundert | D-7-79-231-4  | Ehemalige Schule                                                   |
| Döckinger Straße 1 (Standort) | Ehemaliger Zehntstadel, jetzt Gemeindeverwaltung und Geschäftshaus | Zweigeschossiger Satteldachbau mit übergiebeltem Zwerchhaus mit Dachreiter, im Kern 1681 (bezeichnet), 1984 stark verändert und modernisiert | D-7-79-231-5  | Ehemaliger Zehntstadel, jetzt Gemeindeverwaltung und Geschäftshaus |
| Dorfplatz 11 (Standort)       | Gasthof                                                            | Zweigeschossiger Satteldachbau mit Putzrustika im Erdgeschoss, Giebelgesims und schwalbenschwanzförmigem Firstaufsatz, im Kern 18. Jahrhundert, Fassade im 1. Drittel 19. Jahrhundert erneuert, später nach Süden und Westen erweitert Nebengebäude, schmaler zweigeschossiger Satteldachbau, nach 1830, stark überformt | D-7-79-231-7  | Gasthof                                                            |
| Dorfplatz 15 (Standort)       | Ehemaliges Kastenamt, jetzt Gasthaus                               | Zweigeschossiger Satteldachbau mit Aufzugsöffnungen und Kranbalken, 2. Hälfte 17. Jahrhundert und 18. Jahrhundert, im 19./20. Jahrhundert mit den inzwischen teils erneuerten Nachbargebäuden zusammengebaut | D-7-79-231-6  | Ehemaliges Kastenamt, jetzt Gasthaus                               |
| Kapellstraße 1 (Standort)     | Katholische Kapelle St. Laurentius                                 | Saalbau mit eingezogenem, dreiseitig geschlossenem Chor, Westturm mit Portalvorhalle, Oktogon und Zwiebelhaube, Ecklisenen und profiliertem Traufgesims, 1702 ff., 1861 (bezeichnet) renoviert; mit Ausstattung | D-7-79-231-8  | weitere Bilder                                                     |
| Kapellstraße 7 (Standort)     | Stadel                                                             | Flachsatteldachbau mit Fachwerk über massivem Bruchsteinmauerwerk und Taubenkobel, in Jurabauweise, frühes 19. Jahrhundert | D-7-79-231-9  | Stadel                                                             |
| Wemdinger Straße 3 (Standort) | Stadel                                                             | Flachsatteldachbau mit teils erhaltenem Legschieferdach, Fachwerk über massivem Bruchsteinmauerwerk und Taubenkobel über dem Tor, in Jurabauweise, frühes 19. Jahrhundert | D-7-79-231-10 | Stadel                                                             |

### Hagau
| Lage                            | Objekt                             | Beschreibung | Akten-Nr.     | Bild |
| ------------------------------- | ---------------------------------- | --- | ------------- | ---- |
| Hauptstraße 14 (Standort)       | Katholische Filialkirche St. Vitus | Chorturmkirche, Saalbau mit eingezogenem Rechteckchor im gedrungenen Turm mit hohem Pyramidendach, Turm wohl frühes 14. Jahrhundert, Langhaus um 1475/80, Ende 17. Jahrhundert barockisiert mit Sakristeianbau; mit Ausstattung Friedhofsmauer, 18. Jahrhundert, im Süden erneuert | D-7-79-231-12 | BW   |
| Wolferstädter Straße (Standort) | Bildstock                          | Pfeiler mit Satteldach, Giebelgesimsen und stichbogiger Nische, im Kern 18. Jahrhundert | D-7-79-231-13 | BW   |

### Spitzmühle
| Lage                                                           | Objekt | Beschreibung                                                            | Akten-Nr.     | Bild   |
| -------------------------------------------------------------- | ------ | ----------------------------------------------------------------------- | ------------- | ------ |
| Von Wolferstadt nach Zwerchstraß; Westenbrunnenbach (Standort) | Brücke | Einjochige Steinbrücke mit stichbogigem Durchlass, wohl 19. Jahrhundert | D-7-79-231-14 | Brücke |

### Waldstetten
| Lage                      | Objekt                                             | Beschreibung                                                                                                  | Akten-Nr.     | Bild                                               |
| ------------------------- | -------------------------------------------------- | --- | ------------- | -------------------------------------------------- |
| in Waldstetten (Standort) | Katholische Kapelle zur schmerzhaften Muttergottes | Rechteckiges Gehäuse mit eingezogenem halbrunden Schluss, angeblich vor 1777, vielleicht auch 19. Jahrhundert | D-7-79-231-15 | Katholische Kapelle zur schmerzhaften Muttergottes |

### Zwerchstraß
| Lage                  | Objekt                    | Beschreibung | Akten-Nr.     | Bild                      |
| --------------------- | ------------------------- | --- | ------------- | ------------------------- |
| Dorfstraße (Standort) | Katholische Marienkapelle | Schmaler Saalbau mit halbrundem Chorschluss, profiliertem Traufgesims und Turm mit Vorraum, Oktogon und Zeltdach im Osten, nach 1700; mit Ausstattung | D-7-79-231-16 | Katholische Marienkapelle |
| Ullberg (Standort)    | Kapellenruine St. Ulrich  | Ehemals Klosterkirche eines 1144 gegründeten Benediktinerinnenklosters, erhalten sind die Umfassungsmauern eines Saalbaus mit tiefem eingezogenen, dreiseitig geschlossenen Chor und Sakristeianbau im südlichen Chorwinkel, 2. Hälfte 15. Jahrhundert, im Bauernkrieg 1525 zerstört | D-7-79-231-17 | BW                        |

## Ehemalige Baudenkmäler
In diesem Abschnitt sind Objekte aufgeführt, die früher einmal in der Denkmalliste eingetragen waren, jetzt aber nicht mehr. Objekte, die in anderem Zusammenhang – also z. B. als Teil eines Baudenkmals – weiter eingetragen sind, sollen hier nicht aufgeführt werden. Aktennummern in diesem Abschnitt sind ehemalige, jetzt nicht mehr gültige Aktennummern.

| Lage                                  | Objekt        | Beschreibung                                                   | Akten-Nr.    | Bild          |
| ------------------------------------- | ------------- | -------------------------------------------------------------- | ------------ | ------------- |
| Wolferstadt Am Kirchberg 1 (Standort) | Flachdachhaus | Traufständig, mit Füllungstür, am Türsturz bezeichnet mit 1849 | D-7-79-231-1 | Flachdachhaus |